# Friidrott vid olympiska sommarspelen 1964
Friidrotten vid de olympiska sommarspelen 1964 i Tokyo bestod av 36 grenar, 24 för män och 12 för kvinnor, och hölls mellan  14 och 21 oktober 1964 på Tokyos Olympiastadion. Antalet deltagare var 1 018 tävlande från 80 länder.

## Medaljfördelning
| Medaljfördelning |                     |      |        |       |        |
| Placering        | Nation              | Guld | Silver | Brons | Totalt |
| 1                | USA                 | 14   | 7      | 3     | 24     |
| 2                | Sovjetunionen       | 5    | 2      | 11    | 18     |
| 3                | Storbritannien      | 4    | 7      | 1     | 12     |
| 4                | Tyskland            | 2    | 5      | 3     | 10     |
| 5                | Polen               | 2    | 4      | 2     | 8      |
| 6                | Nya Zeeland         | 2    | 0      | 2     | 4      |
| 7                | Rumänien            | 2    | 0      | 1     | 3      |
| 8                | Australien          | 1    | 1      | 4     | 6      |
| 9                | Italien             | 1    | 0      | 1     | 2      |
| 10               | Belgien             | 1    | 0      | 0     | 1      |
| 10               | Etiopien            | 1    | 0      | 0     | 1      |
| 10               | Finland             | 1    | 0      | 0     | 1      |
| 13               | Ungern              | 0    | 3      | 1     | 4      |
| 14               | Tjeckoslovakien     | 0    | 2      | 0     | 2      |
| 15               | Trinidad och Tobago | 0    | 1      | 2     | 3      |
| 16               | Frankrike           | 0    | 1      | 1     | 2      |
| 16               | Kanada              | 0    | 1      | 1     | 2      |
| 18               | Kuba                | 0    | 1      | 0     | 1      |
| 18               | Tunisien            | 0    | 1      | 0     | 1      |
| 20               | Japan               | 0    | 0      | 1     | 1      |
| 20               | Kenya               | 0    | 0      | 1     | 1      |
| 20               | Sverige             | 0    | 0      | 1     | 1      |

## Medaljörer

### Herrar
| Gren                              | Guld                                                               | Silver                                                                          | Brons                                                                                |
| 100 meter Detaljer...             | Bob Hayes · USA                                                    | Enrique Figuerola · Kuba                                                        | Harry Jerome · Kanada                                                                |
| 200 meter Detaljer...             | Henry Carr · USA                                                   | Paul Drayton · USA                                                              | Edwin Roberts · Trinidad och Tobago                                                  |
| 400 meter Detaljer...             | Mike Larrabee · USA                                                | Wendell Mottley · Trinidad och Tobago                                           | Andrzej Badeński · Polen                                                             |
| 800 meter Detaljer...             | Peter Snell · Nya Zeeland                                          | Bill Crothers · Kanada                                                          | Wilson Kiprugut · Kenya                                                              |
| 1 500 meter Detaljer...           | Peter Snell · Nya Zeeland                                          | Josef Odložil · Tjeckoslovakien                                                 | John Davies · Nya Zeeland                                                            |
| 5 000 meter Detaljer...           | Bob Schul · USA                                                    | Harald Norpoth · Tyskland                                                       | Bill Dellinger · USA                                                                 |
| 10 000 meter Detaljer...          | Billy Mills · USA                                                  | Mohammed Gammoudi · Tunisien                                                    | Ron Clarke · Australien                                                              |
| Maraton Detaljer...               | Abebe Bikila · Etiopien                                            | Basil Heatley · Storbritannien                                                  | Kokichi Tsuburaya · Japan                                                            |
| 110 meter häck Detaljer...        | Hayes Jones · USA                                                  | Blaine Lindgren · USA                                                           | Anatolij Michailov · Sovjetunionen                                                   |
| 400 meter häck Detaljer...        | Rex Cawley · USA                                                   | John Cooper · Storbritannien                                                    | Salvatore Morale · Italien                                                           |
| 3 000 meter hinder Detaljer...    | Gaston Roelants · Belgien                                          | Maurice Herriott · Storbritannien                                               | Ivan Beljajev · Sovjetunionen                                                        |
| 4 x 100 meter stafett Detaljer... | USA · Paul Drayton · Gerry Ashworth · Richard Stebbins · Bob Hayes | Polen · Andrzej Zieliński · Wiesław Maniak · Marian Foik · Marian Dudziak       | Frankrike · Paul Genevay · Bernard Laidebeur · Claude Piquemal · Jocelyn Delecour    |
| 4 x 400 meter stafett Detaljer... | USA · Ollan Cassell · Mike Larrabee · Ulis Williams · Henry Carr   | Storbritannien · Tim Graham · Adrian Metcalfe · John Cooper · Robbie Brightwell | Trinidad och Tobago · Edwin Skinner · Kent Bernard · Edwin Roberts · Wendell Mottley |
| 20 kilometer gång Detaljer...     | Ken Matthews · Storbritannien                                      | Dieter Lindner · Tyskland                                                       | Volodymyr Holubnytjyj · Sovjetunionen                                                |
| 50 kilometer gång Detaljer...     | Abdon Pamich · Italien                                             | Paul Nihill · Storbritannien                                                    | Ingvar Pettersson · Sverige                                                          |
| Längdhopp Detaljer...             | Lynn Davies · Storbritannien                                       | Ralph Boston · USA                                                              | Igor Ter-Ovanesian · Sovjetunionen                                                   |
| Tresteg Detaljer...               | Józef Szmidt · Polen                                               | Oleg Fjodosejev · Sovjetunionen                                                 | Victor Kravtjenko · Sovjetunionen                                                    |
| Höjdhopp Detaljer...              | Valerij Brumel · Sovjetunionen                                     | John Thomas · USA                                                               | John Rambo · USA                                                                     |
| Stavhopp Detaljer...              | Fred Hansen · USA                                                  | Wolfgang Reinhardt · Tyskland                                                   | Klaus Lehnertz · Tyskland                                                            |
| Kulstötning Detaljer...           | Dallas Long · USA                                                  | Randy Matson · USA                                                              | Vilmos Varjú · Ungern                                                                |
| Diskuskastning Detaljer...        | Al Oerter · USA                                                    | Ludvík Daněk · Tjeckoslovakien                                                  | Dave Weill · USA                                                                     |
| Släggkastning Detaljer...         | Romuald Klim · Sovjetunionen                                       | Gyula Zsivótzky · Ungern                                                        | Uwe Beyer · Tyskland                                                                 |
| Spjutkastning Detaljer...         | Pauli Nevala · Finland                                             | Gergely Kulcsár · Ungern                                                        | Jānis Lūsis · Sovjetunionen                                                          |
| Tiokamp Detaljer...               | Willi Holdorf · Tyskland                                           | Rein Aun · Sovjetunionen                                                        | Hans-Joachim Walde · Tyskland                                                        |

### Damer
| Gren                              | Guld                                                                          | Silver                                                           | Brons                                                                     |
| 100 meter Detaljer...             | Wyomia Tyus · USA                                                             | Edith McGuire · USA                                              | Ewa Kłobukowska · Polen                                                   |
| 200 meter Detaljer...             | Edith McGuire · USA                                                           | Irena Kirszenstein · Polen                                       | Marilyn Black · Australien                                                |
| 400 meter Detaljer...             | Betty Cuthbert · Australien                                                   | Ann Packer · Storbritannien                                      | Judy Amoore · Australien                                                  |
| 800 meter Detaljer...             | Ann Packer · Storbritannien                                                   | Maryvonne Dupureur · Frankrike                                   | Marise Chamberlain · Nya Zeeland                                          |
| 80 meter häck Detaljer...         | Karin Balzer · Tyskland                                                       | Teresa Ciepły · Polen                                            | Pam Kilborn · Australien                                                  |
| 4 x 100 meter stafett Detaljer... | Polen · Teresa Ciepły · Irena Kirszenstein · Halina Górecka · Ewa Kłobukowska | USA · Willye White · Wyomia Tyus · Marilyn White · Edith McGuire | Storbritannien · Janet Simpson · Mary Rand · Daphne Arden · Dorothy Hyman |
| Längdhopp Detaljer...             | Mary Rand · Storbritannien                                                    | Irena Kirszenstein · Polen                                       | Tatiana Sjtjelkanova · Sovjetunionen                                      |
| Höjdhopp Detaljer...              | Iolanda Balaș · Rumänien                                                      | Michele Brown · Australien                                       | Taisija Tjentjik · Sovjetunionen                                          |
| Kulstötning Detaljer...           | Tamara Press · Sovjetunionen                                                  | Renate Culmberger · Tyskland                                     | Galina Zybina · Sovjetunionen                                             |
| Diskuskastning Detaljer...        | Tamara Press · Sovjetunionen                                                  | Ingrid Lotz · Tyskland                                           | Lia Manoliu · Rumänien                                                    |
| Spjutkastning Detaljer...         | Mihaela Peneș · Rumänien                                                      | Márta Rudas · Ungern                                             | Jelena Gortjakova · Sovjetunionen                                         |
| Femkamp Detaljer...               | Irina Press · Sovjetunionen                                                   | Mary Rand · Storbritannien                                       | Galina Bystrova · Sovjetunionen                                           |

## Deltagande nationer
Totalt deltog 1 018 friidrottare från 80 länder vid de olympiska spelen 1964 i Tokyo.
| - Argentina (6) - Australien (35) - Bahamas (3) - Belgien (10) - Brasilien (1) - Bulgarien (9) - Burma (2) - Ceylon (1) - Chile (3) - Colombia (4) - Danmark (4) - Dominikanska republiken (1) - Elfenbenskusten (6) - Etiopien (5) - Filippinerna (11) - Finland (17) - Frankrike (38) - Ghana (12) - Grekland (5) - Hongkong (4) | - Indien (13) - Irak (4) - Iran (8) - Irland (7) - Island (2) - Israel (5) - Italien (22) - Jamaica (15) - Japan (64) - Jugoslavien (9) - Kamerun (1) - Kanada (15) - Kenya (11) - Kongo-Brazzaville (2) - Kuba (3) - Liberia (1) - Liechtenstein (2) - Luxemburg (3) - Madagaskar (3) - Malaysia (12) | - Mali (2) - Marocko (4) - Mexiko (5) - Mongoliet (3) - Nederländerna (8) - Nepal (2) - Nigeria (14) - Nordrhodesia (5) - Norge (6) - Nya Zeeland (14) - Pakistan (6) - Panama (4) - Peru (3) - Polen (35) - Portugal (3) - Puerto Rico (6) - Republiken Kina (5) - Rhodesia (3) - Rumänien (12) - Schweiz (12) | - Senegal (12) - Sovjetunionen (84) - Spanien (6) - Storbritannien (62) - Sverige (16) - Sydkorea (17) - Sydvietnam (2) - Tanganyika (4) - Thailand (18) - Tchad (2) - Tjeckoslovakien (12) - Trinidad och Tobago (6) - Tunisien (6) - Turkiet (4) - Tyskland (97) - Uganda (8) - Ungern (31) - USA (86) - Venezuela (6) - Österrike (8) |